# コスモス300号
コスモス300号は（ロシア語：Космос-300、ラテン文字表記の例：Cosmos 300）1969年9月23日にソビエト連邦によって打上げられた月探査機である。ルナ15号や16号同様に月のサンプルリターンを目指したと考えられている。4段型プロトン8K82Kロケットによって打上げられ、近点高度185 km・遠点高度200 kmの地球周回軌道へ投入されたが、ブロックD（第4段）点火に失敗したため地球周回軌道を離脱できなかった。
ソ連宇宙機の正式名称は、打上げ後暫くして決定される仕組みとなっていた。ルナ計画の一環として打ち上げられたコスモス300号は本来ならばルナ16号の名を与えられるはずであったが、打上げ後直ぐに月に向かうことが不可能であると判明したため、コスモスの名称が与えられた。